# هوندا سی‌دی۲۵۰یو

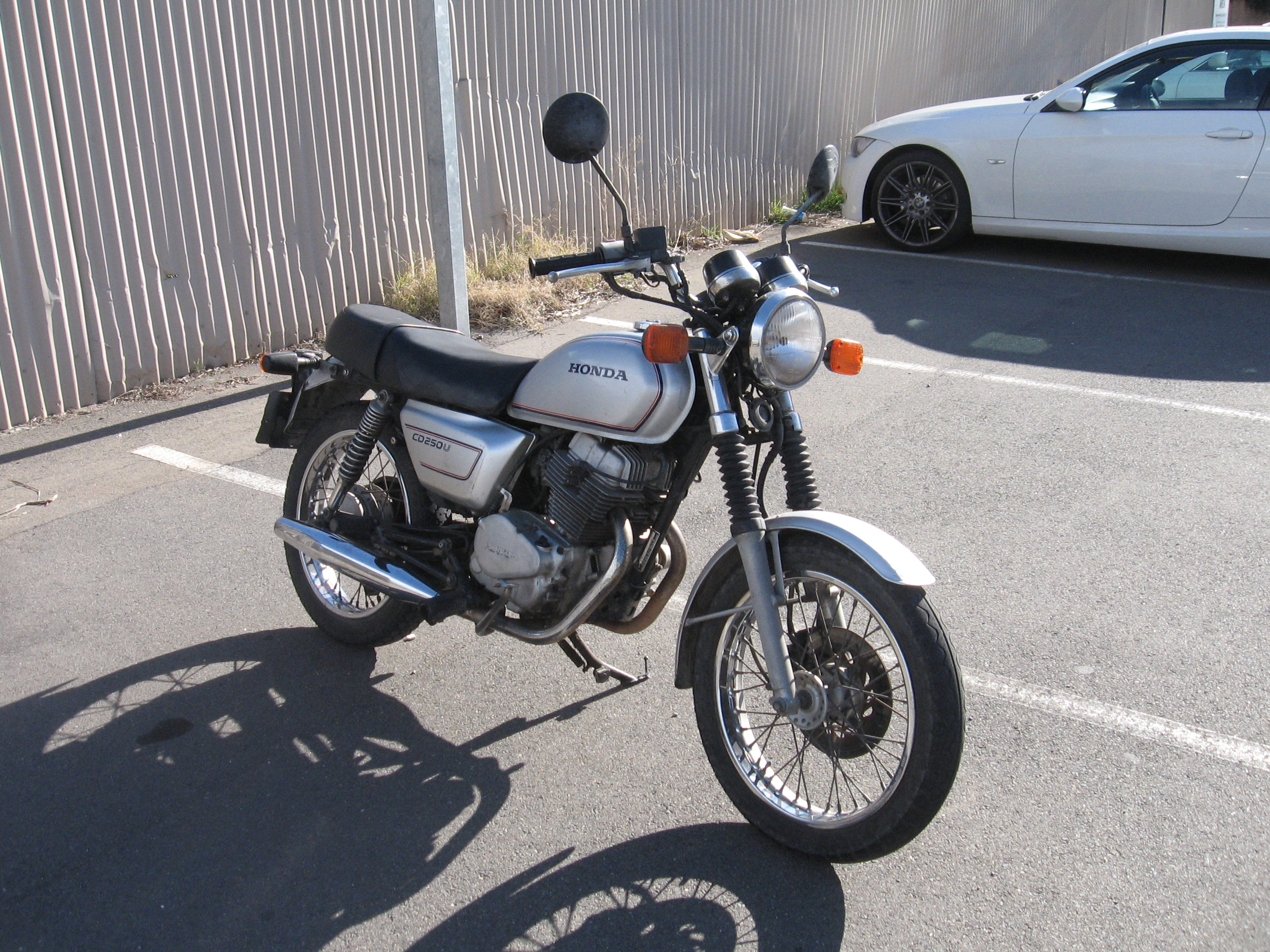
هوندا ۲۵۰ سی‌دی، مدل ۱۹۹۰

هوندا سی‌دی۲۵۰یو (به انگلیسی؛ Honda CD250U) یک موتور سیکلت ژاپنی دوسیلندر، چهار زمانه، هواخنک که توسط کمپانی هوندا از سال ۱۹۸۸ تا ۱۹۹۳ در انگلیس خرده فروشی می‌شد. دارای یک ترمز دیسکی برای چرخ جلو و یک ترمز کاسه‌ای عقب است، و دو اگزوز، همراه با استارت و تخلیه خازن (CDI) دارد. 